# Marcellino (retore)
Marcellino (in greco antico: Μαρκελλῖνος?, Markellînos; V secolo – ...) è stato un retore e biografo greco antico.

## Biografia
Non si sa assolutamente nulla di Marcellino, se non che, forse, visse in età giustinianea e compilò una Vita di Tucidide da autori precedenti, aggiungendovi proprie osservazioni.

## Opere
Marcellino fu autore di una Vita di Tucidide (Sulla vita di Tucidide e sulle forme dell'elocuzione nei manoscritti), probabilmente preposta ad un commento allo storico. L'opera è di valore disuguale, ma è una delle più ampie riguardanti Tucidide e rifonde, oltre ad evidenti autoschediasmi, materiali di provenienza alessandrina, per noi perduti, e riflessioni grammaticali e stilistiche di pregio, testimoniate anche nell'opera di Dionigi di Alicarnasso.
Marcellino scrisse anche degli Scolii ad Ermogene, con Prolegomena divisi in tre parti, di carattere introduttivo.